# Roche-d'Agoux
Roche-d'Agoux is een gemeente in het Franse departement Puy-de-Dôme (regio Auvergne-Rhône-Alpes) en telt 91 inwoners (2009). De plaats maakt deel uit van het arrondissement Riom.

## Geografie
De oppervlakte van Roche-d'Agoux bedraagt 5,4 km², de bevolkingsdichtheid is dus 16,9 inwoners per km².
De onderstaande kaart toont de ligging van Roche-d'Agoux met de belangrijkste infrastructuur en aangrenzende gemeenten.

## Demografie
Onderstaande figuur toont het verloop van het inwonertal (bron: INSEE-tellingen).